# آدم تاليافيرو
آدم تاليافيرو (بالإنجليزية: Adam Taliaferro)‏ هو لاعب كرة قدم أمريكية وسياسي أمريكي، ولد في 1982 في الولايات المتحدة. حزبياً، نشط في الحزب الديمقراطي. وقد انتخب عضو جمعية نيوجيرسي العامة.